# Лебяжье (городской округ город Барнаул)
Лебя́жье — село в Алтайском крае России. Входит в городской округ город Барнаул. Административно подчинено Лебяжинской сельской администрации Центрального района города Барнаул.
Село основано в 1870 году. Расположено в 15 км к югу от Барнаула. Площадь — 460 га.

## История основания
До 1870 года на месте современного села Лебяжье находился густой лес. В северо-западной части — сосновый, а в юго-восточной — берёзовый. Между ними озеро. В озере водилась рыба — карась и гольян, а около него часто появлялись лебеди. Поэтому озеро было названо Лебяжьим. Барнаульские купцы Астафьев, Паунов и Олюнин подпоив водкой крестьян деревни Ерестная, купили у них 150 га земли вокруг озера, на южной стороне которого в 1870 году построили дачи. Это построение получило название Лебяжьей Заимки.
Купец Олюнин привёз из Горного Алтая саженцы лиственницы и ели, развёл на южной стороне озера лиственно-еловый сад, который сохранился до настоящего времени.
Купец Паунов открыл молочно-маслодельное и кожевенное производство. Астафьев и Олюнин — канатно-верёвочное.
Постепенно Лебяжью Заимку стали обживать приезжие из России крестьяне и переселенцы из близлежащих деревень. Так, в 1880 году приезжие из европейской части России крестьяне Князев, Крупин и Шмаков купили у одного из купцов постройки с участком, вошли в Еристинское общество и поселились на северной стороне озера, а позже помогли переехать сюда своим родственникам.
Сначала посёлок состоял из 7 домов. В 1893 году здесь поселились Гусевы, Чакины, Ветешкины, Пестовы, Шишкины и др. Основными жителями Лебяжьей Заимки в те годы были старообрядцы. Впоследствии, в 1905 году жители посёлка при поддержке барнаульского купца Морозова построили Молельный дом, который сохранялся до 60-х годов XX века. Старообрядцы, или «кержаки», являлись хозяевами поселения. Всем «мирским» они препятствовали в поселении и только очень настойчивые люди добивались места жительства.

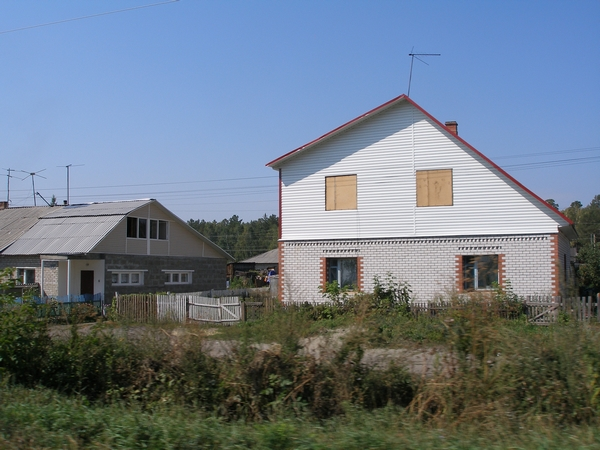
Дома на окраине села

В 1912—1914 годах купцы Олюнин и Паунов ликвидировали своё производство в Лебяжьей Заимке, а постройки продали. Усадьбу Олюнина купил купец Ворсин и построил паровую мельницу в 1916 году, а несколько позднее он эту мельницу проиграл в карты купцу Сухову.
В 1916 году на паях членства в посёлке была организована потребительская лавка в доме Розинкевича. В связи с этим наладилась торговля товарами первой необходимости.

## Советский период
Революция и Гражданская война в России обошли Лебяжью Заимку стороной. Позднее в селе появились колчаковцы, чьи отряды часто навещали Лебяжью Заимку с целью сбора продуктов и лошадей. Всё это обостряло отношения жителей села с отрядами белогвардейцев. Летом 1919 года жители изгнали их из села.
В 1929 году на базе ликвидации кулачества и отнятого у кулаков имущества организовался колхоз «Красный садовод», который занимался садоводством и овощеводством. Первыми его членами были: 12 бедняков, 2 середняка и один служащий.
Помимо этого в 1930 году организовалось товарищество по совместной обработке земли (ТОЗ), которое послужило базой для вновь образовавшегося второго колхоза «Знамя социализма» (январь 1930 года).
К этому времени раскулачивание в селе закончилось. Раскулачено 15 хозяйств, семьи которых были высланы за пределы Лебяжья.
Летом 1931 года «Красный садовод» и рыболовецкая артель слились в единый колхоз, который получил название «Колхоз-село». Название определялось тем, что в колхоз вошли все жители села. Колхоз занимался в основном огородничеством, садоводством, а также сеял зерновые культуры.
В 1935—1936 годах в селе Лебяжье была переведена Западно-Сибирская селекционная овощная опытная станция, которая была размещена на южной стороне озера.

## Современный период
Сегодня на территории нынешнего села находится предприятие — Барнаульский лесхоз, созданный в 1936 году. Лесхоз занимается охраной, лесовосстановлением и частично переработкой древесины. Также заметную роль играет опытная станция. Она поставляет морозоустойчивые сорта семян во многие регионы России.
В 2007 году котельная в селе была переведена на природный газ.

## Население
| 1997  | 1998  | 1999  | 2000  | 2001  | 2002  | 2003  |
| ----- | ----- | ----- | ----- | ----- | ----- | ----- |
| 3797  | ↗4067 | ↗4201 | ↗4275 | ↗4414 | ↗4542 | ↗4579 |
| 2004  | 2005  | 2006  | 2007  | 2008  | 2009  | 2010  |
| ↗4637 | ↗4764 | ↗4863 | ↗5238 | ↗5387 | ↗5574 | ↘5199 |
| 2011  | 2012  | 2013  | 2021  |       |       |       |
| ↗5227 | ↗5355 | ↗5484 | ↘4568 |       |       |       |